# 퀵 셰어
퀵 셰어(Quick Share)는 삼성전자의 파일 공유 시스템이다. 퀵 셰어는 퀵 셰어가 없는 삼성 갤럭시의 "기기로 보내기" 기능과 호환이 가능하여, 한 번에 최대 5명까지 동시에 파일을 주고 받을 수 있다.
Quick Share의 파일 송수신 방식은 기기의 종류에 따라 크게 2가지로 제공된다.

## 작동 원리
갤럭시 생태계 안의 갤럭시 폰, 탭, 북으로 파일을 보내는 경우, BLE(Bluetooth Low Energy), UWB로 기기를 찾은 다음에, Wi-Fi Direct를 이용하여 주변에 갤럭시를 사용하는 다수의 상대방에게 빠르게 전송할 수 있는 파일 공유가 가능하다.
UWB를 사용하는 경우, 정확도가 BLE에 비해 10배 이상 증가하게 된다. 그리고 SmartThings Find의 갤럭시 파인드 네트워크에 접속할 수 있어서, 더 쉽게 다른 갤럭시를 찾을 수 있다.
패밀리허브, 삼성 TV로 파일을 보내는 경우, 갤럭시 파인드 네트워크를 사용해서 BLE(Bluetooth Low Energy), UWB로 제품을 찾아 자동으로 연결 한 다음에, SmartThings 서버에 연결해서 임시적으로 파일을 SmartThings 클라우드에 올리고, 서버에서 파일을 다시 다운로드해서 파일을 수신하는 방식으로 SmartThings와 기기간 파일 공유가 가능하다.